# NGC 413
NGC 413 je galaksija u zviježđu Kit.

## Vanjske poveznice
- SEDS: NGC 413